# Clavija macrocarpa
Clavija macrocarpa är en viveväxtart som beskrevs av Hipólito Ruiz López och Pav. Clavija macrocarpa ingår i släktet Clavija och familjen viveväxter. Inga underarter finns listade i Catalogue of Life.